# Терни (Куп'янський район)
Терни́ — село в Україні, у Дворічанській селищній громаді Куп'янського району Харківської області. Населення становить 252 осіб. До 2020 орган місцевого самоврядування — Новоєгорівська сільська рада.

## Географія
Село Терни знаходиться на одному з відрогів балки Чернявка, за 2 км від кордону з Росією, за 2 км від села Мальцівка, за 4 км від села Гракове, за 7 км від села Новоєгорівка. Найсхідніший населений пункт Харківської області.

## Історія
1820 — дата заснування.
7 (20) листопада 1917 року, відповідно до.Третього Універсалу Української Центральної Ради, увійшло до складу Української Народної Республіки.
Під час організованого радянською владою Голодомору 1932—1933 років померло щонайменше 188 жителів села.
12 червня 2020 року, відповідно до Розпорядження Кабінету Міністрів України  № 725-р «Про визначення адміністративних центрів та затвердження територій територіальних громад Харківської області», увійшло до складу Дворічанської селищної громади.
19 липня 2020 року, в результаті адміністративно - територіальної реформи та ліквідації Дворічанського району, село увійшло до складу Куп'янського району Харківської області.
Село тимчасово окуповане російськими військами 24 лютого 2022 року.

## Об'єкти соціальної сфери
- Клуб.

## Відомі люди
- Василь Гладких — український політик. Голова партії «Відродження». У 1999—2000 роках — заступник голови Львівської облдержадміністрації. З квітня 2002 по березень 2005 — народний депутат України IV скликання. У 2005—2006 рр. — генеральний директор «Укрзалізниці». Орден «За заслуги» III ступеня.